# Leiopus pleuriticus
Leiopus pleuriticus là một loài bọ cánh cứng trong họ Cerambycidae.